# 折り紙の科学国際会議
折り紙の科学国際会議（おりがみのかがくこくさいかいぎ、英:The International meeting of Origami Science and Technology）は、1989年12月に第1回がイタリアのフェラーラで行われてから不定期に開催されている、折り紙の数学をはじめとする折り紙の科学に関する学術系国際会議。これまで第2回が1994年に日本の滋賀県で、第3回が2001年3月にアメリカのモントレーで、第4回が2006年9月8日から9月10日にアメリカ・カリフォルニア州で行われた。第3回の国際会議からは折り紙の科学・数理・教育に関する国際会議（The International meeting of Origami Science, Mathematics, and Education、もしくはOSME）と呼ばれている。

## 概要

### 第1回国際会議
第1回折り紙の科学国際会議（The First International meeting of Origami Science and Technology）は1989年12月にイタリア・フェラーラ市のロドヴィコ　アリオストの館（Casa di Lodovico Ariosto）で行われた。主催者は藤田文章。このとき配られた会報の論文は現在でも様々な論文に引用されている。会報編集はベネデット・スキメニと藤田文章の共著。

### 第2回国際会議
第2回折り紙の科学国際会議（The Second International meeting of Origami Science and Technology）は、1994年に日本の滋賀県大津市の成安造形大学で行われた。伏見康治を大会長に主催者は東大宇宙研の三浦公亮、幹事は折紙研究家布施知子。

### 第3回国際会議
第3回折り紙の科学・数理・教育に関する国際会議（The 3rd International meeting of Origami Science, Mathematics, and Education、もしくは3OSME）は、2001年3月にアメリカ・モントレーのアシロマ会議場で行われた。この回からアメリカのNGO団体「origami USA」がスポンサーとして開催され、名称も変更された。主催者はメリマック大学のトーマス・ハル。

### 第4回国際会議
第4回折り紙の科学・数理・教育に関する国際会議（The Fourth International meeting of Origami Science, Mathematics, and Education、もしくは4OSME）は2006年9月8日から9月10日の3日間にアメリカ・カリフォルニア州のカリフォルニア工科大学で行われた。主催はアメリカのNGO団体「origami USA」のロバート・J・ラング、ジャン・ポリッシュ、ヴァン・コーネリウス、ビッキー・ミハラ・アヴェリー、ボアズ・シュヴァル、アーノルド・トゥビス、トーマス・フル。技術委員にロバート・J・ラング、トーマス・フル、ライダ・D・ローズ、ギュンター・ローテ、川崎敏和、立石浩一。

### 第5回国際会議
第5回折り紙の科学・数理・教育に関する国際会議と折り紙大会（The 5th International Conference on Origami in Science, Mathematics and Education and Folding Convention、もしくは5OSME PLUS!）は2010年7月13日から17日の5日間にシンガポールのシンガポールマネージメント大学で行われた。16日からのFolding ConventionはPLUS!に相当する。

### 第6回国際会議
第6回折り紙の科学・数理・教育に関する国際会議（The 6th International Meeting on Origami in Science, Mathematics and Education）は2014年8月10日から8月13日の4日間に東京大学で行われた。